# Tomás Barrios
Marcelo Tomás Barrios Vera (Chillán, Ñuble; 10 de diciembre de 1997) es un tenista chileno. Compite por el equipo chileno de Copa Davis desde 2017. En individuales ha ganado 5 títulos ATP Challenger Tour. Su ranking ATP más alto de singles fue el número 93, logrado en enero de 2024. En dobles ha ganado un torneo ATP 250 y un ATP Challenger, mientras que su ranking más alto fue el número 217, logrado el 7 de febrero de 2022.

## Carrera deportiva
El jugador mejor clasificado que ha vencido es Sebastián Báez (45°) en Wimbledon 2023 y a Gael Monfils (48°) en el Masters de Canadá 2025. 
Entre sus victorias más destacadas se encuentran las obtenidas ante rivales que fueron alguna vez top 50, como Casper Ruud, Gael Monfils, Tommy Robredo, Cristian Garín, Sebastián Báez, Alejandro Tabilo, Jakub Mensik, Mariano Navone, Giovanni Mpetshi Perricard, Radu Albot, Luciano Darderi, Robin Haase, Yannick Hanfmann, Alexandre Muller, Pablo Andújar, Daniel Altmaier, Daniel Gimeno, Camilo Ugo Carabelli, Dominik Koepfer, Federico Coria, Bernabé Zapata,  y Zizou Bergs, principalmente en el ATP Challenger Tour.

#### 2015
En 2015 terminó en el quinto lugar de la clasificación mundial juvenil y participó en el Torneo de Maestros, en el que obtuvo el tercer lugar.

#### 2016
El 16 de mayo de 2016 consiguió su primer título como tenista profesional en el Torneo Futuro 2 de México, derrotando a Darian King (268 de la ATP), por 6-1 y 7-6 (3). El 10 de octubre de 2016 se consagra campeón del futuro 2 en el Torneo Internacional de Tenis en Valledupar derrotando en la final a Daniel Galán e ingresando al top 400 del ranking ATP.

#### 2018: Oro suramericano
El 19 de junio de 2018 derrotó al ex 48° del mundo, el español Daniel Gimeno en el Challenger de Blois. Consiguió la medalla de oro en el torneo de individuales de los Juegos Suramericanos de 2018, venciendo al argentino Francisco Cerúndolo por 7-6(5) y 6-4.

#### 2019: Medallista panamericano
En enero de 2019 derrotó a Alessandro Giannessi ex 84 del mundo en el Challenger de Punta del Este, para pasar a octavos de final. Representó a Chile en los Juegos Panamericanos de 2019, en donde consiguió medalla de plata tras caer en la final del torneo de individuales ante el brasileño João Menezes por 5-7, 6-3 y 4-6.

#### 2020: Debut en el circuito ATP
Fue convocado al equipo chileno que disputó la Copa ATP, sin embargo no disputó ningún partido. Empezó el 2020 con grandes mejoras en su juego, lo que lo llevó a ganar el torneo ITF M25 Futuro 1 de Perú e incluso llegar a la final del ITF M25 Futuro 2. 
A fines de febrero recibió una Wild Card para el Chile Open ATP 250 de Santiago, donde hizo su debut en el circuito, triunfando en la ronda de 32 ante el español Carlos Taberner (175°), por parciales de 4-6, 6-4 y 6-2. De esta forma, avanzó a octavos de final del torneo, sin embargo, pese a un buen juego, cayó por 6-3 y 7-6 ante el boliviano Hugo Dellien (93°), quedando eliminado del torneo.
En noviembre fue parte del Challenger de Lima, donde debutó ante el también chileno Gonzalo Lama (774°), a quién derrotó por parciales de 7-6(2), 3-6 y 6-2. En octavos de final del torneo se enfrentó al local Juan Pablo Varillas (157°), a quién venció fácilmente por parciales de 6-1 y 6-2. Ya en cuartos de final, Tomás se midió ante el checo Vit Kopriva (302°), superándolo por parciales de 6-7, 6-3 y 6-2 en casi 3 horas de juego, pasando así a semifinales dónde fue derrotado por el colombiano Daniel Galán (129°), por parciales de 7-6(4), 4-6 y 6-4.
Tomás consiguió así su primera semifinal en un Challenger y alcanzó de esta forma el puesto 254° en el ranking ATP.

#### 2021: Primermain drawen torneo Grand Slam, Juegos Olímpicos y primer título Challenger individual
El 21 de marzo de 2021 disputó la final del Challenger de Santiago en Chile. Esta fue su primera final en un torneo Challenger, lo que le permitió conseguir su mejor ranking en ese momento, el lugar 236 de la ATP. El 19 de junio, Tomas Barrios jugó la final del Challenger de Almaty II pero terminó perdiendo por 6-1 y 6-2 contra Jesper de Jong. El día 24 de junio de 2021 logró imponerse contra Kamil Majchrzak en la ronda clasificatoria de Wimbledon por 6-4, 4-6, 7-6 y 6-3, clasificándose al cuadro principal de Wimbledon, siendo su primera participación en un torneo Grand Slam. En su debut en Wimbledon se enfrentó contra el experimentado Kevin Anderson. Tomás no pudo contra el finalista de Wimbledon 2018 y cayó por un marcador de 6-7(4), 6-4, 6-4 y 7-6(4), sellando su primera participación en la Catedral del tenis. En su participación en los Juegos Olímpicos de Tokio 2020 se enfrentó en primera ronda contra Jérémy Chardy y perdió por 1-6 y 6-7.
En agosto de 2021 se clasificó a la final del Challenger de Meerbusch donde se enfrentó a Juan Manuel Cerúndolo, finalmente ganó por 7-6, 6-3 y consiguiendo su primer título Challenger.

#### 2022: Nuevas finales y lesión.
Formó parte del equipo chileno que disputó la Copa ATP 2022, el cual quedó eliminado en fase de grupos. En dicho torneo disputó los tres partidos de dobles junto a Alejandro Tabilo, cayendo ante la dupla de España y venciendo a las parejas de Serbia y Noruega. Tras superar las tres rondas clasificatorias logró clasificar al cuadro principal del Abierto de Australia, donde perdió contra el japonés Taro Daniel por 6-7(5), 1-6 y 1-6. El 8 de mayo disputó la final del Challenger de Salvador de Bahía, cayendo ante el portugúes João Domingues por un marcador de 6-7(9) y 1-6. En junio alcanzó la final del Challenger de Poznań, en la cual fue derrotado por Arthur Rinderknech por parciales de 3-6 y 6-7(2). Tras caer ante Christopher Eubanks en la primera ronda clasificatoria de Wimbledon,decidió someterse a una cirugía debido a molestias en su rodilla derecha, por lo que no pudo volver a competir por el resto de la temporada debido a su recuperación.

#### 2023: Nuevos títulos Challenger, primer triunfo en torneo Grand Slam y medallas panamericanas.
Retornó a las canchas durante el mes de enero, instalándose rápidamente en una nueva final de torneo Challenger. En esta ocasión cayó ante el argentino Andrea Collarini por 2-6 y 6-7(1) en la final del Challenger de Piracicaba. En febrero alcanzó los cuartos de final del ATP 250 de Córdoba, siendo eliminado por Sebastián Báez. Alcanzó también las semifinales del Abierto de Chile en dobles junto a Alejandro Tabilo, sin embargo la dupla decidió retirarse del torneo para enfrentar de mejor forma los siguientes torneos. El 9 de abril consiguió su segundo título Challenger al vencer por 7-6(6) y 7-5 a Dominik Koepfer en la final del Challenger de San Luis Potosí. Su siguiente torneo disputado sería el Challenger de Florianópolis, en el cual derrotó por 6-4 y 6-4 a su compatriota Alejandro Tabilo en la final desarrollada el 23 de abril, obteniendo su tercer título Challenger. Alcanzó por segundo año consecutivo la final del Challenger de Poznan, en la cual fue derrotado por el argentino Mariano Navone por 5-7 y 3-6. Tras lograr ingresar nuevamente al cuadro principal de Wimbledon, consiguió ganar su primer partido en un torneo de Grand Slam al derrotar por 7-6(7), 3-6, 6-3 y 7-6(2) a Sebastián Báez, siendo eliminado finalmente en la siguiente ronda por el experimentado David Goffin. Tras participar en diversos torneos Challenger y en la clasificatoria del Abierto de Estados Unidos, representó a Chile en los Juegos Panamericanos de 2023 realizados en Santiago, Chile, donde obtuvo medalla de plata tanto en el torneo individual como en el de dobles junto a Alejandro Tabilo, tras caer en las finales ante Facundo Díaz Acosta por 3-6 y 6-7(5), y ante la dupla brasileña de Gustavo Heide y Marcelo Demoliner por 1-6, 6-2 y 7-10, respectivamente.

#### 2024: Ingreso al Top 100 y primer título ATP en dobles
Fue convocado al equipo chileno que disputó la United Cup. Disputó los dos partidos de dobles junto a Daniela Seguel, cayendo ante la dupla de Canadá y venciendo a la de Grecia, la cual era considerada una de las más fuertes del torneo al estar compuesta por dos top ten (María Sákkari y Stéfanos Tsitsipás), sin embargo, el equipo nacional no pudo superar la fase de grupos. Tras esto, el chillanejo logró ingresar por primera vez al Top 100 del ránking ATP al asegurar la 95° posición, marcando la primera ocasión desde 1978 en que cuatro tenistas chilenos se ubicaron dentro de los 100 mejores de la clasificación (junto a Nicolás Jarry, Alejandro Tabilo y Christian Garín). En febrero logró instalarse en octavos de final del ATP 500 de Río de Janeiro, en donde fue eliminado por Cameron Norrie. El 2 de marzo, consiguió su primer título ATP 250 en dobles al ganar junto a Alejandro Tabilo la final del Abierto de Chile, venciendo a la dupla de Matías Soto y Orlando Luz por parciales de 6-2 y 6-4.

## Copa Davis
Hasta el momento, ha sido nominado en 12 ocasiones al equipo chileno, habiendo jugado 12 partidos, ganando en 4 (1 en singles y 3 en dobles) y habiendo perdido 8 encuentros (1 en singles y 7 en dobles).
- Debut: febrero de 2017 contra República Dominicana, victoria ante José Olivares por 7-6 y 7-6.

### 2017
Su debut en el Equipo de Copa Davis de Chile se produjo el 5 de febrero de 2017 en el cuarto punto ante República Dominicana por la primera ronda de la Zona I Americana 2017 por el repechaje al Grupo Mundial. Con la serie ya cerrada venció por doble 7-6 a José Olivares y debutó con 19 años de edad. No estuvo presente en la derrota ante Colombia por la segunda ronda. 

### 2019
Participó en la fase clasificatoria de la Copa Davis 2019, ante Austria, serie disputada en Salzburgo, con victoria global para Chile de 3-2, con Tomás participando en la derrota en el partido de dobles. Posterior a eso, participa también en las finales disputadas en Madrid, en las que Chile se quedaría en fase de grupos.

### 2020
Participó en la fase clasificatoria, conformando el equipo solamente junto a Alejandro Tabilo para medirse ante Suecia, dada la ausencia por lesión de Garín y la suspensión aplicada a Jarry por la ITF. En esta instancia, Barrios cayó ante Ymer en el primer partido por parciales 6-2 y 6-3, para luego caer en dobles junto a Tabilo ante Eriksson y Lindstedt por doble 6-4. El resultado final de la serie fue un 3-1 a favor de Suecia, derrota que llevó a Chile a jugar el Grupo Mundial I ante Eslovaquia en septiembre de 2021.  

### 2021
Fue nominado para jugar el Grupo Mundial I ante Eslovaquia en septiembre de 2021, serie que terminó en derrota para el equipo chileno por 3-1. A Barrios le correspondió jugar el partido de dobles junto a Tabilo, cayendo ante la dupla eslovaca conformada por Polášek y Zelenay por parciales 6-1 y 7-6(4). Con esto, Chile debió jugar ante Eslovenia por los play-offs para permanecer en el Grupo Mundial I en marzo del año siguiente.

### 2022
Los play-offs disputados en marzo de 2022 eran vitales para no descender al Grupo Mundial II. A Chile le tocó enfrentar a Eslovenia por sorteo, y llegó como favorito a esa instancia. A Tomás le tocó jugar el partido de dobles junto a Tabilo ante Dominko y Rola, obteniendo una victoria por 6-2 y 6-3, en una serie que posteriormente cerraría la victoria de Fernández Flores sobre Dominko, dejando un resultado positivo para Chile de 4-0, confirmando el favoritismo sobre Eslovenia en el Club Unión de Viña del Mar. 
No fue nominado por Nicolás Massú para la disputa del Grupo Mundial I ante Perú en septiembre de ese año a causa de una operación de rodilla.

### 2023
Volvió a ser nominado para disputar la serie clasificatoria a la fase final frente a Kazajistán en el mes de febrero, en la cual venció en el partido de dobles junto a Alejandro Tabilo a la dupla de Andréi Gólubev y Aleksandr Nedovésov por 6-4 y 7-5. Tras la victoria del equipo chileno por 3-1 en dicha serie, fue nominado para disputar la fase de grupos de las finales en septiembre, disputando junto a Tabilo los partidos de dobles. La dupla chilena venció a la pareja de Suecia (Filip Bergevi y André Göransson) por 6-4 y 7-5, y cayó ante las parejas de Italia (Lorenzo Musetti y Lorenzo Sonego) por 7-6(3), 3-6 y 6-7(2), y Canadá (Alexis Galarneau y Vasek Pospisil), por 3-6 y 6-7(7). El equipo chileno solo logró ganar la serie ante Suecia y no pudo clasificar a la última fase disputada en noviembre.

### 2024
Fue nominado para disputar la serie clasificatoria a la fase final frente a Perú que terminaría 3-2 a favor del equipo chileno. En dicha serie jugó el partido de dobles junto a Alejandro Tabilo, en donde cayeron por 5-7 y 3-6 ante los hermanos Arklon y Conner Huertas del Pino.

## Estilo de juego

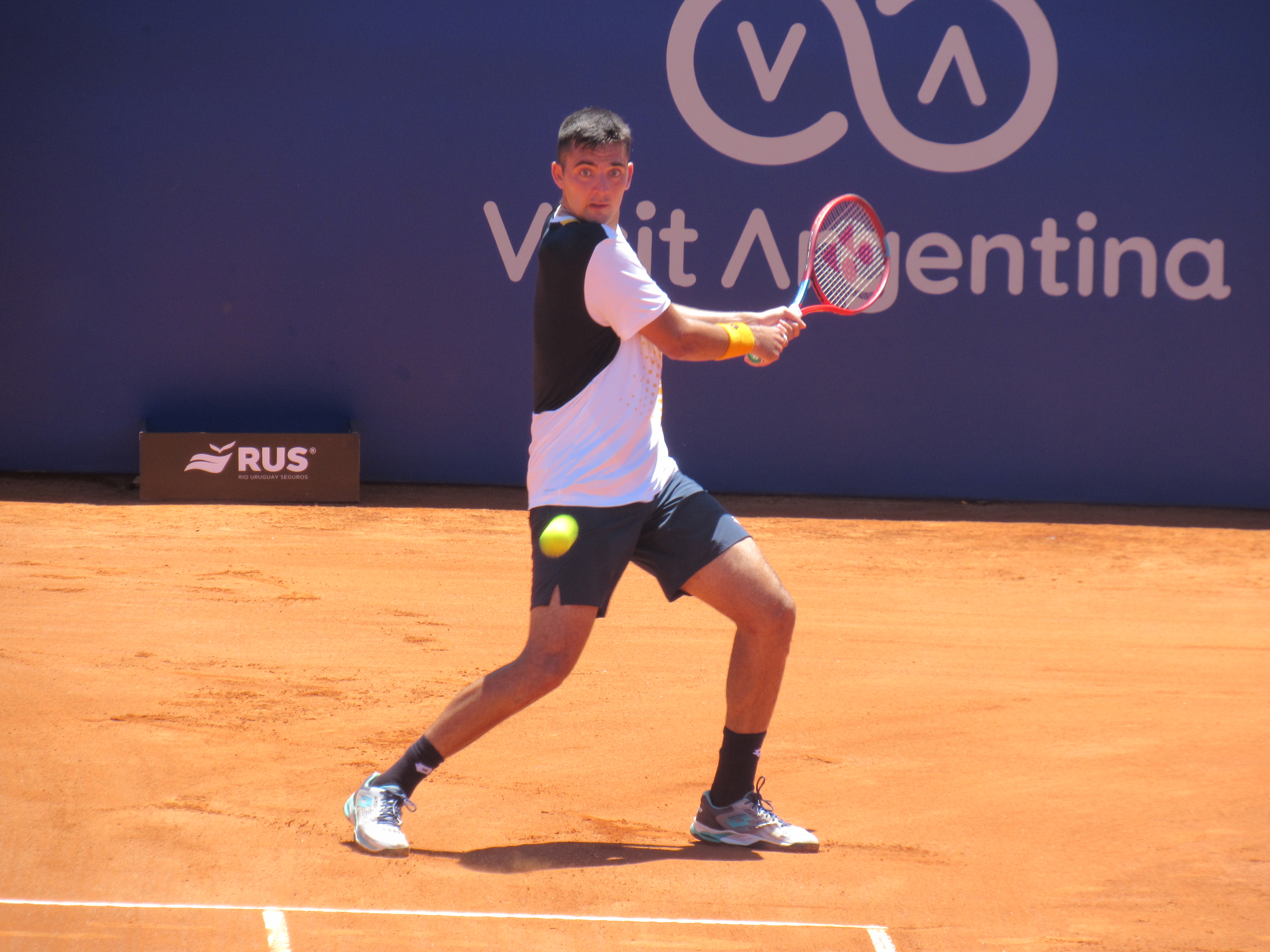
Barrios ejecutando un «revés a dos manos» en el Córdoba Open de 2022.

Su entrenador ha sido Guillermo Gómez desde 2015, compartido con Matías Soto y Alejandro Tabilo. Emplea una raqueta del modelo Yonex VCore 98 con un patrón de encordado de 16x19, que lleva cuerdas verticales de tripa natural Babolat VS Touch y horizontales Luxilon ALU Power —igual que Roger Federer— con un grosor de 1.25 milímetros y una tensión de 25 kilos —para potencia y precisión—. Es diestro con revés a dos manos y prefiere las canchas con superficie de arcilla de polvo de ladrillo. Ha sido elogiado por los alguna vez líderes en la Clasificación de la ATP individual: Marcelo Ríos y Boris Becker. Su bestia negra es Sebastián Báez (1-4).
Registró el «longa shot»: «drop shot» que consiste en soltar repentinamente la raqueta en posición vertical hacia arriba —bajando por la gravedad—, abalanzar el tronco y aplicar una «derecha cortada» sosteniéndola por el cuello —aumentando la potencia y precisión al estar más cerca de la cabeza y darle firmeza— con la eminencia tenar en el lado superior y los dedos en el lado inferior imitando una «empuñadura australiana»; inspirado por el «drop shot de derecha» del tenis, propiciado por la necesidad de compensar la falta de fuerza en la infancia para ejecutarlo, configurado durante los entrenamientos de su etapa juvenil en los años 2010 y bautizado como apócope de longaniza, el producto representativo de su ciudad natal Chillán. Ha sido adoptado por Stéfanos Tsitsipás.

## Títulos ATP (1; 0+1)

### Dobles (1)
| Leyenda                         |
| ------------------------------- |
| Grand Slam (0)                  |
| ATP World Tour Finals (0)       |
| ATP World Tour Masters 1000 (0) |
| ATP World Tour 500 (0)          |
| ATP World Tour 250 (1)          |

| N.º | Fecha              | Torneo   | Superficie    | Pareja           | Oponentes en la final   | Resultado |
| --- | ------------------ | -------- | ------------- | ---------------- | ----------------------- | --------- |
| 1.  | 2 de marzo de 2024 | Santiago | Tierra batida | Alejandro Tabilo | Orlando Luz Matías Soto | 6-2, 6-4  |

## Títulos enChallengers(6; 5+1)
| Leyenda             | Individuales | Dobles |
| ------------------- | ------------ | ------ |
| ATP Challenger Tour | 5            | 1      |

### Individuales (5)
| N.º | Fecha                | Torneo                        | Superficie    | Oponentes             | Resultado |
| --- | -------------------- | ----------------------------- | ------------- | --------------------- | --------- |
| 1.  | 15 de agosto de 2021 | Challenger de Meerbusch       | Tierra batida | Juan Manuel Cerúndolo | 7-67, 6-3 |
| 2.  | 9 de abril de 2023   | Challenger de San Luis Potosí | Tierra batida | Dominik Koepfer       | 7-68, 7-5 |
| 3.  | 23 de abril de 2023  | Challenger de Florianópolis   | Tierra batida | Alejandro Tabilo      | 6-4, 6-4  |
| 4.  | 21 de julio de 2024  | Challenger de Amersfoort      | Tierra batida | Alexey Zakharov       | 6-2, 6-1  |
| 5.  | 6 de abril de 2025   | Challenger de Campinas        | Tierra batida | Álvaro Guillén        | 6-4, 6-3  |

### Finalista (10)
| N.º | Fecha                  | Torneo                          | Superficie    | Oponentes              | Resultado     |
| --- | ---------------------- | ------------------------------- | ------------- | ---------------------- | ------------- |
| 1.  | 21 de marzo de 2021    | Challenger de Santiago          | Tierra batida | Sebastián Báez         | 3-6, 46-7     |
| 2.  | 19 de junio de 2021    | Challenger de Almaty 2          | Tierra batida | Jesper De Jong         | 1-6, 2-6      |
| 3.  | 8 de mayo de 2022      | Challenger de Salvador de Bahía | Tierra batida | João Domingues         | 96-7, 1-6     |
| 4.  | 5 de junio de 2022     | Challenger de Poznań            | Tierra batida | Arthur Rinderknech     | 3-6, 26-7     |
| 5.  | 22 de enero de 2023    | Challenger de Piracicaba        | Tierra batida | Andrea Collarini       | 2-6, 16-7     |
| 6.  | 24 de junio de 2023    | Challenger de Poznań            | Tierra batida | Mariano Navone         | 5-7, 3-6      |
| 7.  | 14 de julio de 2024    | Challenger de Trieste           | Tierra batida | Federico Agustín Gómez | 1-6, 2-6      |
| 8.  | 3 de noviembre de 2024 | Challenger de Guayaquil         | Tierra batida | Federico Agustín Gómez | 1-6, 4-6      |
| 9.  | 26 de enero de 2025    | Challenger de Punta del Este    | Tierra Batida | Daniel Galán           | 7-5, 4-6, 4-6 |
| 10. | 4 de mayo de 2025      | Challenger de Mauthausen        | Tierra batida | Cristian Garin         | 6-3, 1-6, 4-6 |

### Dobles (1)
| N.º | Fecha               | Torneo                 | Superficie    | Pareja        | Oponentes en la final          | Resultado |
| --- | ------------------- | ---------------------- | ------------- | ------------- | ------------------------------ | --------- |
| 1.  | 11 de marzo de 2017 | Challenger de Santiago | Tierra batida | Nicolás Jarry | Máximo González Andrés Molteni | 6-4, 6-3  |

## Títulos enFutures(11; 7+4)

### Individuales (7)
| N.º | Fecha                  | Torneo      | Superficie    | Oponente en la final | Resultado        |
| --- | ---------------------- | ----------- | ------------- | -------------------- | ---------------- |
| 1.  | 9 de mayo de 2016      | Pachuca     | Dura          | Darian King          | 6-1, 7-6(3)      |
| 2.  | 3 de octubre de 2016   | Valledupar  | Dura          | Daniel Galán         | 4-6, 6-3, 7-6(5) |
| 3.  | 9 de diciembre de 2017 | Antofagasta | Tierra batida | Alejandro Tabilo     | 5-7, 7-6(5), 6-2 |
| 4.  | 28 de enero de 2018    | Weston      | Tierra batida | Frederico Gil        | 6-2, 6-0         |
| 5.  | 22 de abril de 2018    | Orange Park | Tierra batida | Noah Rubin           | 6-3, 6-4         |
| 6.  | 11 de agosto de 2019   | Portoviejo  | Tierra batida | Juan Pablo Ficovich  | 6-2, 6-0         |
| 7.  | 9 de febrero de 2020   | M25 Lima    | Tierra batida | Carlos Gómez-Herrera | 6-2, 6-2         |

### Dobles (4)
| N.º | Fecha                   | Torneo     | Superficie    | Pareja               | Oponentes en la final                     | Resultado           |
| --- | ----------------------- | ---------- | ------------- | -------------------- | ----------------------------------------- | ------------------- |
| 1.  | 7 de diciembre de 2015  | Osorno     | Tierra batida | Jorge Montero        | Guillermo Rivera Cristóbal Saavedra       | 6-4, 6-1            |
| 2.  | 28 de noviembre de 2016 | Talca      | Tierra batida | Jorge Montero        | Gabriel Alejandro Hidalgo Federico Moreno | 6-4, 6-3            |
| 3.  | 26 de marzo de 2017     | Herakleion | Dura          | Benjamin Bonzi       | Yaraslau Shyla Dzmitry Zhyrmont           | 4-6, 7-6(5), [10-7] |
| 4.  | 8 de febrero de 2020    | M25 Lima   | Tierra batida | Carlos Gómez-Herrera | Nicolás Arreche Jorge Panta               | 7-5, 6-2            |

## Récord ATP ante tenistas Top 30
| Nacimiento | Rival               | Ranking | Victorias | Derrotas | Total | Porcentaje |
| ---------- | ------------------- | ------- | --------- | -------- | ----- | ---------- |
| 1988       | Kevin Anderson      | 5       | 0         | 1        | 1     | 0%         |
| 1986       | Gael Monfils        | 6       | 1         | 0        | 1     | 100%       |
| 1990       | David Goffin        | 7       | 0         | 1        | 1     | 0%         |
| 1995       | Cameron Norrie      | 8       | 0         | 1        | 1     | 0%         |
| 1987       | Fabio Fognini       | 9       | 0         | 1        | 1     | 0%         |
| 1996       | Cristian Garín      | 17      | 1         | 0        | 1     | 100%       |
| 2000       | Sebastián Báez      | 18      | 1         | 1        | 2     | 50%        |
| 1998       | Francisco Cerúndolo | 18      | 0         | 1        | 1     | 0%         |
| 1987       | Jérémy Chardy       | 25      | 0         | 1        | 1     | 0%         |
| 2001       | Mariano Navone      | 29      | 0         | 2        | 2     | 0%         |
| 2004       | Alex Michelsen      | 30      | 0         | 1        | 1     | 0%         |

## Ranking ATP al finalizar cada temporada
| Año                     | 2015 | 2016 | 2017 | 2018 | 2019 | 2020 | 2021 | 2022 | 2023 | 2024 |
| Ranking en individuales | 801  | 430  | 720  | 296  | 327  | 254  | 147  | 230  | 103  | 154  |